# 核伦理学
核伦理学是一个跨学科的学术和政策相关的研究领域，通过一个或多个伦理或道德理论或框架来研究与核战争、核威慑、核军备控制、核裁军或核能相关的问题。

## 早期的伦理问题
核技术的应用，无论是作为能源还是作为战争工具，一直存在争议。
甚至在第一批核武器研制出来之前，参与曼哈顿计划的科学家们就对该武器的使用存在分歧。 几十年来，两次原子弹爆炸在日本投降中所扮演的角色以及美国对其进行的道德辩护一直是学术界和民众争论的话题。 各国是否应该拥有核武器或试验核武器的问题一直以来都存在着几乎普遍的争议。
自 1954 年左右在太平洋进行大规模核试验以来，公众开始担心核武器试验。 1961年，冷战最激烈的时期，“妇女和平罢工”组织召集了约5万名妇女，在美国60个城市游行，抗议核武器。 1963年，许多国家批准了《部分禁止核试验条约》，禁止大气层核试验。
20世纪60年代初期，当地出现了一些反对核电的声音，而在1960年代末，科学界的一些成员开始表达他们的担忧。 20 世纪 70 年代初，德国维尔的核电站建设引发了大规模抗议。 该项目于 1975 年被取消，威尔的反核成功激起了欧洲和北美其他地区对核电的反对。 20 世纪 70 年代，核电成为公众强烈抗议的一个问题。